# Train Communication Network
Il Train Communication Network (TCN) è una combinazione gerarchica di due fieldbus per la trasmissione dei dati all'interno dei treni. Si compone del Multifunction Vehicle Bus (MVB) all'interno di ogni veicolo e del Wire Train Bus (WTB) per collegare i diversi veicoli. I componenti TCN sono stati standardizzati in IEC 61375.

## Utilizzo
Il TCN è utilizzato nella maggior parte dei moderni sistemi di controllo dei treni, i veicoli sono interconnessi solitamente con un cavi UIC 558 a 18 poli. Tra gli utilizzatori vi sono:
- Deutsche Bahn: ICE T, ICE-TD, ICE 3 e TRAXX AC2 P1602
- Ferrovie Federali Svizzere: IC2000 e EW IV
- Ferrovie Federali Austriache: tutti i treni Railjet e Talent
- Ferrovie dello Stato Italiane: principalmente utilizzato nel parco rotabili Long Haul di Trenitalia e su rotabili per servizio regionale di nuova concezione

## Tipi

### Multifunction Vehicle Bus
Il Multifunction Vehicle Bus collega singoli nodi all'interno di un veicolo o in un convoglio a composizione bloccata. A differenza del WTB, non è richiesto un unico standard internazionale di connessione per il vehicle bus all'interno di un veicolo, locomotiva o un convoglio – invece ci sono tre classi di supporti e connettori predefinite:
1. OGF (Optical Glass Fibres, fibra ottica) utilizza fibre da 240 µm per una distanza di linea di 2000 m;
2. EMD (Electrical Medium Distance) utilizza un doppino schermato con trasmettitori e trasformatori RS 485 per l'isolamento galvanico, per una lunghezza che arriva a 200 m;
3. ESD (Electrical Short Distance) utilizza un semplice cavo senza isolamento galvanico, in tal caso il cavo può essere fino a 20 m di lunghezza.

Le spine e le prese sono le stesse utilizzate dai profibus (con due prese Sub-D a 9 pin per dispositivo elettrico).
Per OGF, le sorgenti multimediali sono collegate da ripetitori (generatori di segnale) uniti su un accoppiatore centrale a stella. Un ripetitore viene utilizzato anche per il passaggio da un supporto all'altro.
Gli indirizzi sono assegnati staticamente. Il numero di dispositivi indirizzabili dipende dalla configurazione del vehicle bus – possono essere presenti fino a 4095 sensori / attuatori semplici (Classe I) e fino a 255 stazioni programmabili (Classe 2, con slot di configurazione). Il livello fisico utilizza trasmissioni a una velocità dati di 1,5 Mbit/s utilizzando la codifica Manchester II. La distanza massima è determinata dalla restrizione di un ritardo di risposta massimo consentito di 42,7 µs (dove per distanze maggiori viene utilizzata una seconda modalità che consente fino a 83,4 μs con portata ridotta, nel caso in cui MVB sia utilizzato per quadri a terra) mentre la maggior parte delle parti del sistema comunica con un tempo di risposta tipico di 10 µs.

#### Storia
Il MVB è stato derivato dal bus P215 sviluppato da Brown Boveri Cie, Svizzera (ora ABB), incorporando il principio publish / subscribe dai primi fieldbus (DATRAS). Già nel 1984, IEC TC 57 ha definito le specifiche dei requisiti per i bus da utilizzare nelle sottostazioni elettriche in collaborazione con IEC SC65C. MVB presenta molte somiglianze con il fieldbus FIP (originariamente dal francese "Flux d'Information vers le Processus", rietichettato come Factory Instrumentation Protocol, alcuni riferimenti utilizzano anche l'ibrido "Flux Information Protocol") che è stato sviluppato nello standard francese NFC 46602 serie. Poiché entrambi derivavano dalle stesse specifiche IEC TC 57, questo spiega perché MVB e FIP hanno operazioni simili (ciclica e guidata dagli eventi), solo il metodo di arbitration in caso di accesso multiplo è diverso, poiché MVB utilizzava una modalità di bisezione binaria basata sul rilevamento delle collisioni mentre FIP si basava su un "look-at- me" bit su dati periodici. Gli sforzi per unificare FIP e MVB sono falliti per la testardaggine delle due parti coinvolte. MVB, Profibus e WorldFIP sono stati proposti come bus di sottostazione in IEC TC 57, ma per evitare soluzioni parallele, IEC TC 57 ha deciso che non ne sarebbe stato utilizzato nessuno dei tre e ha privilegiato Ethernet come denominatore comune.
I frame MVB non sono compatibili con i frame fieldbus IEC 61158-2 in quanto omettono la maggior parte della sincronizzazione dei preamboli (che non è necessaria se è possibile il rilevamento dello zero-crossing). La situazione paradossale è che il fieldbus IEC 61158 e il livello fisico MVB sono stati sviluppati dalle stesse persone in IEC TC 57. La differenza sta nel livello fisico del fieldbus che assume un loop ad aggancio di fase per decodificare i dati di Manchester, richiedendo un preambolo per sincronizzare il decoder, mentre MVB operava principalmente con fibre ottiche dove questo metodo è inutile, la decodifica di MVB si basa su rivelatori di zero-crossing e riconoscimento di pattern di Manchester.
Tuttavia, la maggior parte delle moderne apparecchiature di sviluppo e test può comunicare ugualmente frame WTB/MVB e frame Profibus sulla linea come struttura del telegramma simile al profibus.
I connettori WorldFIP hanno trovato utilizzo nelle apparecchiature ferroviarie in Francia e Nord America (da parte di Bombardier) fino a quando non è stato avviato uno sforzo congiunto su un fieldbus ferroviario comune UIC (con Siemens e altri partner del settore) che ha portato allo standard WTB/MVB alla fine del 1999.

#### Vehicle bus alternativi
Lo standard MVB è stato introdotto per sostituire la moltitudine di bus nell'attrezzatura del treno. Nonostante i vantaggi del bus MVB, molti vehicle bus sono ancora costruiti con componenti CANopen, WorldFIP (in Francia), LonWorks (negli USA) e Profibus. Mentre WorldFIP, CANopen, Lonworks e Profinet sono controllati da associazioni internazionali di produttori che si rivolgono a un'ampia gamma di applicazioni, MVB è stato adattato per l'applicazione sul materiale rotabile, con l'obiettivo della compatibilità plug-in senza consentire ulteriori opzioni. Questo era intenzionale poiché la lotta tra i bus infuriava negli anni '90 e la decisione dell'IEC che uno qualsiasi degli otto bus erano uno standard non aiutavano la compatibilità dei connettori.
I moduli MVB sono più costosi rispetto ad esempio ai componenti CANopen o LonWorks. Questo non è dovuto alla tecnologia di comunicazione: la maggior parte dei dispositivi implementa la macchina a protocollo MVB in una piccola area di un FPGA che è comunque presente, e il componente più costoso rimane il connettore. Ma la certificazione ferroviaria è costosa e non sempre è necessaria per applicazioni non critiche come il comfort e le informazioni ai viaggiatori. Quando si considera il costo totale, il costo degli elementi hardware può essere facilmente superato dai costi di ingegneria aggiuntivi nel mercato ferroviario con le sue piccole serie.
Negli Stati Uniti, l'IEEE RVISC ha valutato sia MVB che LON come vehicle e train bus. L'IEEE ha finalmente deciso di standardizzare entrambi in IEEE 1374, con una chiara separazione dei compiti:
- MVB per operazioni critiche come controllo di trazione e segnalazione in cabina di guida;
- LON per trasferimenti di dati lenti e acritici, connessioni a basso costo come display per i passeggeri e diagnostica. Questa separazione non viene sempre osservata.

Inoltre, sempre più componenti vengono aggiunti ai veicoli ferroviari che richiedono molta più larghezza di banda di quella che può fornire qualsiasi fieldbus (ad esempio per la videosorveglianza), quindi Ethernet commutata IEEE 802.3 con 100 Mbit/s viene introdotta nei convogli (secondo la norma EN 50155). Tuttavia, tutti i vehicle bus alternativi sono collegati al Wire Train Bus.
MVB è simile a FlexRay, entrambi hanno i "dati di processo", che è chiamato "segmento statico" in FlexRay, e "dati messaggio", che è il "segmento dinamico" e sono guidati da uno schema TDMA fisso. L'esecuzione di FlexRay con 2,5 Mbit, un livello fisico RS-485 e un solo "coldstarter" porterebbe a un comportamento molto simile rispetto all'applicazione. Nonostante le somiglianze, nessun produttore di ferrovie ha preso in considerazione FlexRay, poiché ha valutato una soluzione comune superiore a una moltitudine di autobus migliori. Al contrario, nel 1999, l'industria automobilistica ha valutato MVB (in una versione estesa a 24 Mbit/s), ma l'ha abbandonata a causa dei costi, che dovrebbero essere irragionevolmente bassi per il mercato di massa di milioni di veicoli.

### Wire Train Bus
Il WTB è stato progettato per treni passeggeri internazionali a composizione variabile, composti da un massimo di 22 veicoli.
Il mezzo è costituito da un doppino intrecciato schermato duplicato, che scorre nei cavi UIC tra i veicoli.
Il connettore tra i veicoli è il connettore UIC a 18 poli. Poiché i connettori sono esposti e possono ossidarsi, viene applicato un impulso di corrente alla creazione della connessione per far evaporare lo strato di ossido, chiamato fritting. Il connettore standard per i nodi WTB è un connettore DIN a 9 pin.
Il livello fisico utilizza i livelli RS-485 a una velocità dati di 1 Mbit/s. La codifica utilizza un codice Manchester II e un protocollo frame HDLC con un corretto bilanciamento della tensione per evitare componenti CC nei trasformatori di isolamento galvanico. Il decoder Manchester utilizza una demodulazione fase/quadratura (non RS-485, che opera con zero-crossings) che permette di coprire 750 m nelle condizioni peggiori, soprattutto quando sono equipaggiati solo i due veicoli di estremità, come nel caso di trazione multipla nei treni merci. Non sono previsti ripetitori poiché i veicoli intermedi possono avere le batterie scariche.
Una proprietà unica del WTB è l'inaugurazione del treno (in tedesco: Zugtaufe) in cui i veicoli appena collegati ricevono un indirizzo in sequenza e possono identificare il lato veicolo (chiamato babordo e tribordo come nella marina) in modo che le porte si aprano sulla corretta lato. È possibile allocare dinamicamente fino a 32 indirizzi. Quando due composizioni di treno si uniscono, gli indirizzi vengono riallocati per formare una nuova composizione di veicoli con un indirizzo sequenziale. I veicoli senza nodo WTB ("veicoli di conduzione") non vengono conteggiati.
I frame hanno un carico utile massimo di 1024 bit.
Il WTB opera ciclicamente per fornire un funzionamento deterministico, con un periodo di 25 ms, utilizzato principalmente per il controllo della trazione. Il WTB supporta anche la trasmissione dati sporadica per la diagnostica. Il contenuto dei frame periodici e sporadici è disciplinato dallo standard UIC 556. Poiché la dimensione del frame è limitata, per la segmentazione e il riassemblaggio dei messaggi è stata utilizzata una versione di TCP con overhead ridotto, che allo stesso tempo consente di far fronte ai cambiamenti nella composizione, denominata RTP (Real-Time Protocol).

#### Storia
Il WTB è stato derivato dal bus DIN tedesco sviluppato da ABB Henschel (ora Bombardier). Ha beneficiato della decodifica fase/quadratura fornita dall'Italia e di una migliore inaugurazione del treno fornita dalla Svizzera, basata sull'esperienza dei bus a trazione multipla FSK di ABB Secheron, la Ginevra l'ha utilizzato nei treni merci SBB. Il livello fisico di WTB mostra somiglianze con il fieldbus WorldFIP (EN 50170 parte 4): la sua "modalità di tensione" utilizzava 1 Mbit/s e un massimo di 32 stazioni sul bus con una lunghezza massima di 750 metri, l'uso di I ricetrasmettitori FIP sono stati studiati all'inizio nella valutazione TCN, ma è stata invece utilizzata la decodifica "Phase/Quadrature".

### Altri fieldbus ferroviari

#### Ethernet Train Backbone
Ethernet Train Backbone (ETB) è un Train Communication Network basato su tecnologia Ethernet standardizzato con IEC-61375-2-5. È un sistema di comunicazione esteso su tutto il treno (sistema "backbone" - spina dorsale) come il Wire Train Bus nel TCN base.

#### Ethernet Consist Network
Ethernet Consist Network (ECN) è un Train Communication Network basato su tecnologia Ethernet standardizzato con IEC-61375-3-. È un protocollo consistente come il Multifunction Vehicle Bus.
ECN è organizzato in una topologia ad anello per fornire ridondanza in caso di guasto ai cavi o componenti. Fornisce un'interfaccia IP (Internet Protocol) al TCMS (sistema di controllo e gestione del treno) e ad altri sistemi all'interno di un veicolo.
L'ampia larghezza di banda della tecnologia Ethernet (tipicamente 100 Mbit/s) è particolarmente adatta per sistemi ad alta intensità di dati come la videosorveglianza o i sistemi di informazione per i passeggeri.